# George Sanders
George Henry Sanders (3. července 1906, Petrohrad, Ruské impérium – 25. dubna 1972, Castelldefels, Španělsko) byl britský herec. Proslavil se především filmy jako Mrtvá a živá z roku 1940, Samson & Dalila z roku 1949, Ivanhoe z roku 1952 a získal Oscara za nejlepší herecký výkon ve filmu Vše o Evě z roku 1950.